# Oglasa dufayi
Oglasa dufayi är en fjärilsart som beskrevs av Pierre E.L. Viette 1976. Oglasa dufayi ingår i släktet Oglasa och familjen nattflyn. Inga underarter finns listade i Catalogue of Life.